# Flávia Maximiana Teodora
Flávia Maximiana Teodora, conhecida também apenas como Teodora, foi uma imperatriz-consorte romana, esposa do imperador Constâncio Cloro.

## História
Ela é geralmente considerada como sendo uma enteada de Maximiano pelas fontes antigas, o que levou a teorias como as de Otto Seeck e Ernest Stein de que ela teria nascido de um casamento anterior da esposa do imperador, Eutrópia, com Afrânio Hanibaliano. Ela teria se divorciado antes de 238. Hanibaliano foi um cônsul em 292 e prefeito pretoriano sob Diocleciano. Barnes, contudo, se opõe a esta visão dizendo que todas as fontes para a "teoria da enteada" derivam da obra pouco confiável Kaisergeschichte, enquanto que outras, mais confiáveis, tratam dela como sendo filha de Maximiano mesmo. Ele conclui que Teodora teria nascido no máximo c. 275 de uma esposa anterior, de nome desconhecido, de Maximiano, provavelmente uma das filhas de Hanibaliano.
Em 293, Teodora se casou com Flávio Valério Júlio Constâncio (conhecido posteriormente como Constâncio Cloro) depois que ele se divorciou de sua primeira esposa, Helena, por motivos políticos. Eles tiveram seis filhos:
- Dalmácio, o Censor
- Júlio Constâncio, pai do imperador Juliano e da primeira esposa de Constâncio II, de nome desconhecido.
- Hanibaliano, que deve ter morrido antes da eliminação em massa da família por Constâncio II em 337, pois ele não aparece entre as vítimas.
- Anastácia;
- Flávia Júlia Constância, esposa do imperador Licínio;
- Eutrópia, mãe de Nepociano.